# Sint-Maartenskerk (Armboutskappel)
De Sint-Maartenskerk (Frans: Église Saint-Martin) is de parochiekerk van de gemeente Armboutskappel, gelegen aan het Place de la Mairie, in het Franse Noorderdepartement.

## Geschiedenis
De oorspronkelijke kerk werd in 1940 verwoest. Daarbij ging ook de romaanse toren en de 18e-eeuwse biechtstoelen verloren. Herbouw vond plaats naar ontwerp van Pierre Pinsard. De kerk heeft een merkwaardige voorgebouwde toren waarvan de zijkanten met dakpannen zijn bedekt. Bovenop de stompe vierkante toren staat een ranke spits.
De kerk heeft abstracte glas-in-loodramen, vervaardigd door Jean Bertholle.